# Jörg-Dietrich Hoppe

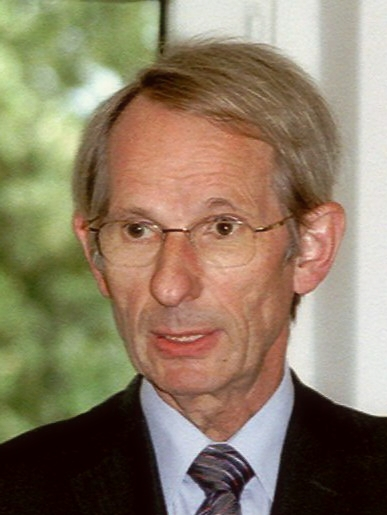
Jörg-Dietrich Hoppe, 2004

Jörg-Dietrich Hoppe (* 24. Oktober 1940 in Thorn, Regierungsbezirk Bromberg, Reichsgau Danzig-Westpreußen, Deutsches Reich; † 7. November 2011 in Köln) war ein deutscher Mediziner, Präsident der Ärztekammer Nordrhein und Präsident der Bundesärztekammer und des Deutschen Ärztetages.

## Leben und Wirken
Die Familie Hoppes flüchtete gegen Kriegsende von Ost- nach Westdeutschland. Bei einem Bombenangriff verlor Jörg-Dietrich Hoppe ein Auge. Nach seinem Medizinstudium an der Universität Köln von 1960 bis 1965 arbeitete er zunächst zwei Jahre als Medizinalassistent und als Assistenzarzt in der Inneren Medizin und bildete sich in den Fachgebieten Pathologie und Allgemeinmedizin weiter. Anschließend wurde er Oberarzt für Pathologie in Solingen und Düren, von 1982 bis 2006 war er Chefarzt des Instituts für Pathologie des Dürener Krankenhauses, dessen Ärztlicher Direktor er wurde. Daneben war Hoppe Hochschullehrer am Institut für Rechtsmedizin und als Honorarprofessor an der Medizinischen Fakultät der Universität Köln tätig.
1979 wurde Hoppe als Nachfolger von Karsten Vilmar zum 1. Vorsitzenden des Marburger Bundes gewählt. Dieses Amt übte er bis 1989 aus. Sein Nachfolger wurde Frank Ulrich Montgomery. Die Delegierten des 102. Deutschen Ärztetags 1999 in Cottbus wählten Hoppe zum Präsidenten der Bundesärztekammer und des Deutschen Ärztetages. Auf dem 106. Deutschen Ärztetag 2003 in Köln und auf dem 110. Deutschen Ärztetag 2007 in Münster wurde er in seinem Amt bestätigt. Ziele seiner Amtszeit bis 2011 waren nach Angaben Hoppes die Verbesserung der Patientenversorgung, die Transparenz der Rationierung und der Kampf um die ärztliche Freiberuflichkeit. Er „war wider den Zeitgeist“ und wehrte sich gegen die „Ökonomisierung“ der Medizin: „Ärzte sind keine Kaufleute, Patienten sind keine Kunden“. Für eine neue Amtszeit als Präsident der Bundesärztekammer ab 2011 stand der 71-jährige Hoppe nicht mehr zur Verfügung. Sein Nachfolger Montgomery bescheinigte ihm, „ein glaubwürdiger Vertreter der Ärzteschaft gewesen“ zu sein. Unter seiner Mitwirkung entstand im Herbst 2000 das Dialogforum Pluralismus in der Medizin, das innerhalb der Ärzteschaft Kooperation und kritischen Dialog zwischen konventioneller und komplementärer Medizin fördern sollte.
Hoppe war seit 1993 auch Präsident der Ärztekammer Nordrhein. Für dieses Amt wurde er 2009 für fünf Jahre wiedergewählt.
Hoppe war verheiratet. Aus der Ehe gingen zwei Töchter und ein Sohn hervor. Hoppe spielte Geige, im Familienkreis und auch im Düsseldorfer Ärzteorchester.

## Ehrungen
- 1989: Ehrenvorsitzender und Empfänger des Ehrenreflexhammers des Marburger Bundes
- 2011: Ehrenpräsident der Bundesärztekammer
- 2012: Paracelsus-Medaille, die höchste Auszeichnung der Deutschen Ärzteschaft, verliehen posthum im Mai 2012 auf dem 115. Deutschen Ärztetag in Nürnberg
- Dr. h. c. mult.

## Nebentätigkeiten von Jörg-Dietrich Hoppe
Hoppe war Mitglied im Aufsichtsrat der Allianz Deutschland AG (ab 2008) und der Deutschen Apotheker- und Ärztebank (2002–2011) sowie im Beirat der Deutschen Ärzteversicherung.